# ماتياس راميريز
ماتياس راميريز (بالإسبانية: Matías Ramírez)‏ (5 فبراير 1996 بسانتياغو في تشيلي - ) هو لاعب كرة قدم تشيلي في مركز الهجوم. شارك مع منتخب تشيلي تحت 17 سنة لكرة القدم ومنتخب تشيلي تحت 20 سنة لكرة القدم. أما مع النوادي، فقد لعب مع إيفرتون دي فينا ديل مار ونادي بالستينو.

## وصلات خارجية
- ماتياس راميريز على موقع قاعدة بيانات كرة القدم.إي يو (الإنجليزية)
- ماتياس راميريز على موقع Soccerway.com (الإنجليزية)
- ماتياس راميريز على موقع AS.com (الإسبانية)